# タハア島
タハア島（タハアとう、Tahaa）は、フランス領ポリネシアに属する島。リーワード諸島に属し、リーワード諸島の主島であるライアテア島とは同じラグーンに属し、きわめて近接している。人口5003人（2007年）、面積90km2。タハア島はバニラの栽培で知られ、バニラ・アイランドとの通称もあるほか、黒真珠の養殖やコプラの生産も行われている。